# Намба, Ясуко
Ясуко Намба (яп. 難波 康子 Nan ba Yasuko, 2 февраля 1949 – 11 мая 1996) — альпинистка, вторая женщина из Японии (после Дзюнко Тэбеи), покорившая все Семь вершин, включая Эверест, где она погибла.

## Биография
Намба работала менеджером в Federal Express в Японии, но ее увлечение альпинизмом взяло верх. Она впервые достигла вершины Килиманджаро в канун Нового 1982 года, а вершины Аконкагуа ровно два года спустя. После Намба покорила Денали 1 июля 1985 года и Эльбрус 1 августа 1992 года. После того, как она забралась на вершину массива Винсон 29 декабря 1993 года и на Джаю 12 ноября 1994 года, ей осталось лишь достичь вершины Эвереста. 
Для восхождения на Эверест Ясуко подписала контракт с компанией альпиниста Роба Холла Adventure Consultants, и в апреле 1996 года начала экспедицию. Погибла 11 мая 1996 года на спуске с вершины во время драматических событий, получивших название «Катастрофа на Джомолунгме». Ясуко спускалась вслед за клиентом экспедиции «Горное безумие» Мартином Адамсом (в какой-то момент Адамс заплутал, и, вероятно, цепочка стала выглядеть как Джон Кракауэр, также клиент Adventure Consultants — Мартин Адамс — Ясуко Намба — гид Adventure Consultants Майк Грум и Бек Уэзерс — Клив Шёнинг и Лин Гаммельгард — гид «Горного безумия» Нил Бейдлман — Сэнди Питтман — Шарлотта Фокс и Тим Мадсен). На высоте примерно 8500 м в её кислородном баллоне закончился кислород. Некоторое время спускаться в сторону Южного седла ей помогал гид «Горного безумия» Нил Бейдлман. По словам журналиста, автора книги «В разрежённом воздухе» Джона Кракауэра, в какой-то момент, примерно за 150 м по вертикали до Южного седла, «крохотная японка села, отказываясь двигаться дальше».  
В итоге Ясуко оказалась в одной группе с Тимом Мадсеном, Шарлоттой Фокс и Сэнди Питтман. Ночь застала их примерно в полукилометре от IV лагеря — выбившись из сил и не зная, куда идти, они остановились на месте, неподалеку от сбросов стены Кангшунг. Там их после 2:00 часов ночи обнаружил гид «Горного безумия» Анатолий Букреев, вышедший на поиски не вернувшихся в лагерь клиентов. Анатолий дал обессиленным и обмороженным людям горячий чай и кислородный баллон (один на всех). В свой следующий спасательный выход он вернул в лагерь Шарлотту Фокс, а затем — Питтман и Мадсена. Ясуко к тому времени была без сознания, и Букреев, который действовал в одиночку и уже сильно устал, спасти её не смог.
Год спустя Букреев руководил первой индонезийской экспедицией на Эверест. 26 апреля члены его команды смогли достичь вершины. Проведя экстремальную ночёвку в V лагере на высоте 8500 м, утром 27 апреля Букреев вместе с Евгением Виноградским задержались на высоте 8400 м, чтобы найти и захоронить тело погибшего во время событий 1996 года Скотта Фишера. В полдень 28 апреля, после ночёвки в IV лагере на Южном седле, Букреев отыскал тело Ясуко. Он захоронил его, обложив камнями. Он взял с собой некоторые её личные вещи, которые затем передал её мужу.

## Память
Акэми Отани исполнила роль альпинистки в телефильме 1997 года Into Thin Air: Death on Everest.
Наоко Мори сыграла Ясуко Намбу в фильме 2015 года «Эверест».

### Внешние ссылки
- Bio at 7summits.com
- Topic: Yasuko Namba at 7summits.com